# Ziegelbrücke
Ziegelbrücke är en ort i kommunerna Glarus Nord och Schänis i kantonerna Glarus och Sankt Gallen i Schweiz. Den ligger vid floden Linth, cirka 10 kilometer norr om Glarus. Orten har 475 invånare (2023).
Före den 1 januari 2011 tillhörde den delen av Ziegelbrücke som ligger i Glarus kommunen Niederurnen.